# アリ・エル・ハッタビ
アリ・エル・ハッタビ（Ali El Khattabi、1977年1月17日 - ）は、モロッコの元サッカー選手。元モロッコ代表。ポジションはフォワード。

## 来歴
1997年11月にモロッコ代表デビュー。アフリカネイションズカップ1998では3試合に出場、1得点を決めた。また、1998 FIFAワールドカップでも2試合に出場した。1999年までに通算11試合に出場、1得点をあげた。

## 代表歴

### 出場大会
- モロッコ代表
  - 1998 FIFAワールドカップ

### 試合数
- 国際Aマッチ 11試合 1得点（1997年-1999年）[1]

| モロッコ代表 | 国際Aマッチ | 国際Aマッチ |
| 年           | 出場        | 得点        |
| ------------ | ----------- | ----------- |
| 1997         | 1           | 0           |
| 1998         | 9           | 1           |
| 1999         | 1           | 0           |
| 通算         | 11          | 1           |